# Liivanõmme
Liivanõmme is een plaats in de Estlandse gemeente Saaremaa, provincie Saaremaa. De plaats heeft de status van dorp (Estisch: küla) en telt 13 inwoners (2021).
De plaats heette tot oktober 2017 Nõmme. Tot in december 2014 lag ze in de gemeente Kaarma en tussen 2014 en 2017 in de gemeente Lääne-Saare. Toen Lääne-Saare opging in de fusiegemeente Saaremaa, moest de plaats worden herdoopt, omdat in de gemeente Leisi, die ook in Saaremaa opging, een andere plaats Nõmme lag. Een derde plaats Nõmme, voorheen in de gemeente Laimjala, werd omgedoopt in Nõmjala.